# Корсмейер, Стэнли
Стэнли Корсмейер (англ. Stanley «Stan» Joel Korsmeyer; 8 июня 1950 г., Бирдстаун, Иллинойс — 31 марта 2005 г., Бостон) — американский онколог, пионер изучения апоптоза. Профессор Dana–Farber Cancer Institute и Гарвардской медицинской школы, член Национальных Академии наук (1995) и Медицинской академии США, а также Американского философского общества (2002).

## Биография
Родился в семье фермеров-животноводов. Учась в школе, он собирался стать ветеринаром. Однако в Иллинойсском университете один из его наставников направил его внимание на биологические науки и он перешёл на Pre-medical. Он занимался биологией в Иллинойсском университете в Урбане-Шампейне и окончил его с соответствующей бакалаврской степенью (1972), а затем поступил в медицинскую школу Иллинойсского университета в Чикаго и получил там степень доктора медицины в 1976 году. В 1976—1979 гг. являлся интерном и работал в больнице Калифорнийского университета в Сан-Франциско. С 1979 по 1986 год фелло-исследователь Национального института рака, первоначально поступил туда в качестве постдока (до 1982), достиг там должности старшего исследователя. В 1985 году вместе с коллегами идентифицировал ген Bcl-2. В 1986 году возглавил подразделение молекулярной онкологии Университета Вашингтона в Сент-Луисе. С 1998 года именной профессор патологии (Sidney Farber Professor of Pathology) Dana–Farber Cancer Institute и Гарвардской медицинской школы. На протяжении 19 лет являлся исследователем Медицинского института Говарда Хьюза (с 1986). Также являлся научным консультантом биотехнологической компании IDUN Pharmaceutical, Inc. (была продана Pfizer, Inc.).
Член Американской академии искусств и наук (2000).
Автор более 250 научных работ.
Умер от рака лёгких (он никогда не курил). Жена Сьюзан, двое сыновей. Его близким другом был Нобелевский лауреат Роберт Хорвиц.

## Награды и отличия
- Pasarow Award[нем.] (1993)
- E. Donnall Thomas Prize, American Society of Hematology[англ.] (1996)
- Bristol-Myers Squibb Award[англ.] for Distinguished Achievement in Cancer Research (1997)
- Stanley J. Korsmeyer Award[нем.], American Society for Clinical Investigation (1998, первый удостоенный, получила его имя)
- Charles S. Mott Prize[англ.] (1998)
- Премия Луизы Гросс Хорвиц (2000)
- Премия Уайли (2002, совместно с Робертом Хорвицем, первые удостоенные)
- George M. Kober Lectureship[нем.] (2003)
- Pezcoller Foundation-AACR International Award (2004)
- Henry M. Stratton Medal[нем.] (2004), высшая награда Американского общества гематологии
- A. Clifford Barger Excellence in Mentoring Award Гарвардской медицинской школы (2004)
- Leukemia & Lymphoma Society’s de Villiers International Achievement Award